# Jean-Baptiste van Mour
Jean-Baptiste van Mour, né à Valenciennes le 9 janvier 1671, mort à Constantinople le 22 janvier 1737 est un peintre français réputé pour son portrait détaillé de la vie dans l’Empire ottoman pendant l’ère des tulipes et la primauté du sultan Ahmed III. Son œuvre peint est un témoignage rare et précieux de la vie publique et privée de la Turquie d’alors.

## Biographie

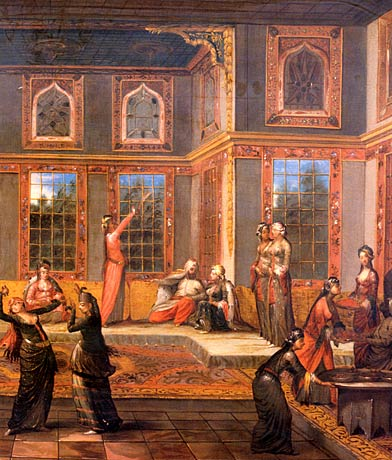
Scène dans le harem avec le sultan, Badisches Landesmuseum.

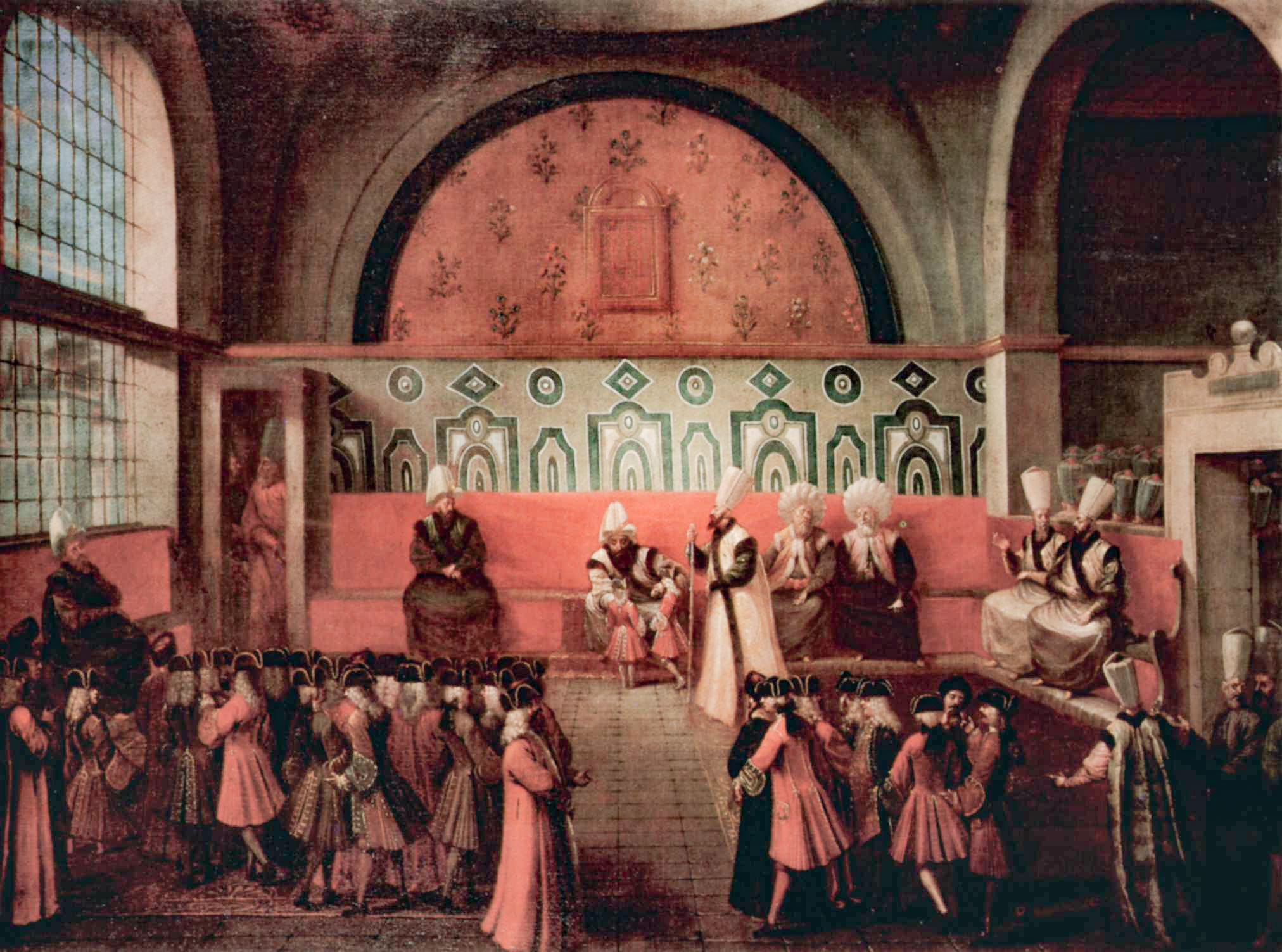
Réception de l’ambassadeur de France, le vicomte d’Andrezel par le Sultan Ahmet III le 17 octobre 1724.

Van Mour était originaire de Valenciennes, ville flamande qui appartenait aux Pays-Bas espagnols au moment de sa naissance, mais française depuis 1678. Il a étudié l’art dans l’atelier de Jacques-Albert Gérin, et son travail a attiré l’attention d’un aristocrate et homme d’État de l’époque, le marquis Charles de Ferriol d’Argental. Quand Ferriol fut nommé ambassadeur de France à Constantinople en 1699, il invita Van Mour à s’y rendre et lui commanda une centaine de portraits de la population locale.
En 1711, De Ferriol revint en France et van Mour travailla pour d’autres diplomates. Pendant ce temps, Ferriol publia, en 1714, un recueil de cent gravures d’après ses peintures sous le titre de Recueil de cent estampes représentant différentes nations du Levant tirées sur les Tableaux peints d’après Nature en 1707 & 1708 par les ordres de M. de Ferriol Ambassadeur du Roi à la Porte et gravées en 1712 et 1713 par les soins de Mr. Le Hay – les graveurs Gérard Jean-Baptiste I Scotin (1671-1716) et Haussard y contribuèrent également. Publié en au moins cinq langues, cet ensemble, connu sous le nom de Recueil Ferriol, contribua à la diffusion de son art et eut une grande influence en Europe occidentale. Des artistes comme Francesco Guardi s’en inspirèrent pour des compositions parfois différentes.
Van Mour eut la chance de pouvoir décrire la réception de l’ambassadeur de France, le vicomte d’Andrezel par le sultan Ahmet III le 17 octobre 1724. La peinture publique avec le Sultan était devenue la spécialité de van Mour, qui n’avait qu’à changer le réglage et quelques visages. Il était obligé de travailler avec des assistants pour faire face à ses obligations.
En 1725, il a obtenu, en reconnaissance de son importance à la fois pour le Levant et le gouvernement français, le titre de « Peintre Ordinaire du Roy en Levant ». En 1727, l’ambassadeur néerlandais Cornelis Calkoen lui a demandé de mettre en peinture son audience avec le sultan Ahmet III. Autorisé à entrer dans le palais au cours de ces cérémonies accompagnant l’ambassadeur et sa suite, Van Mour connaissait donc le protocole spécial qui régnait à la cour ottomane pour les réceptions de l’ambassadeur. Calkoen a ramené beaucoup de toiles de Jean-Baptiste Vanmour, lorsqu’il a été nommé ambassadeur de la république hollandaise à Dresde. Dans son testament de 1762, Calkoen, qui était célibataire, interdit à ses héritiers à vendre ses tableaux, qui font maintenant partie de la collection du Rijksmuseum.
Van Mour aurait été enterré à côté de la tombe de Jean de Gontaut-Biron, baron de Salagnac, dans le cimetière de l’église des Jésuites de Saint-Louis dans le quartier de Beyoğlu.

## Galerie

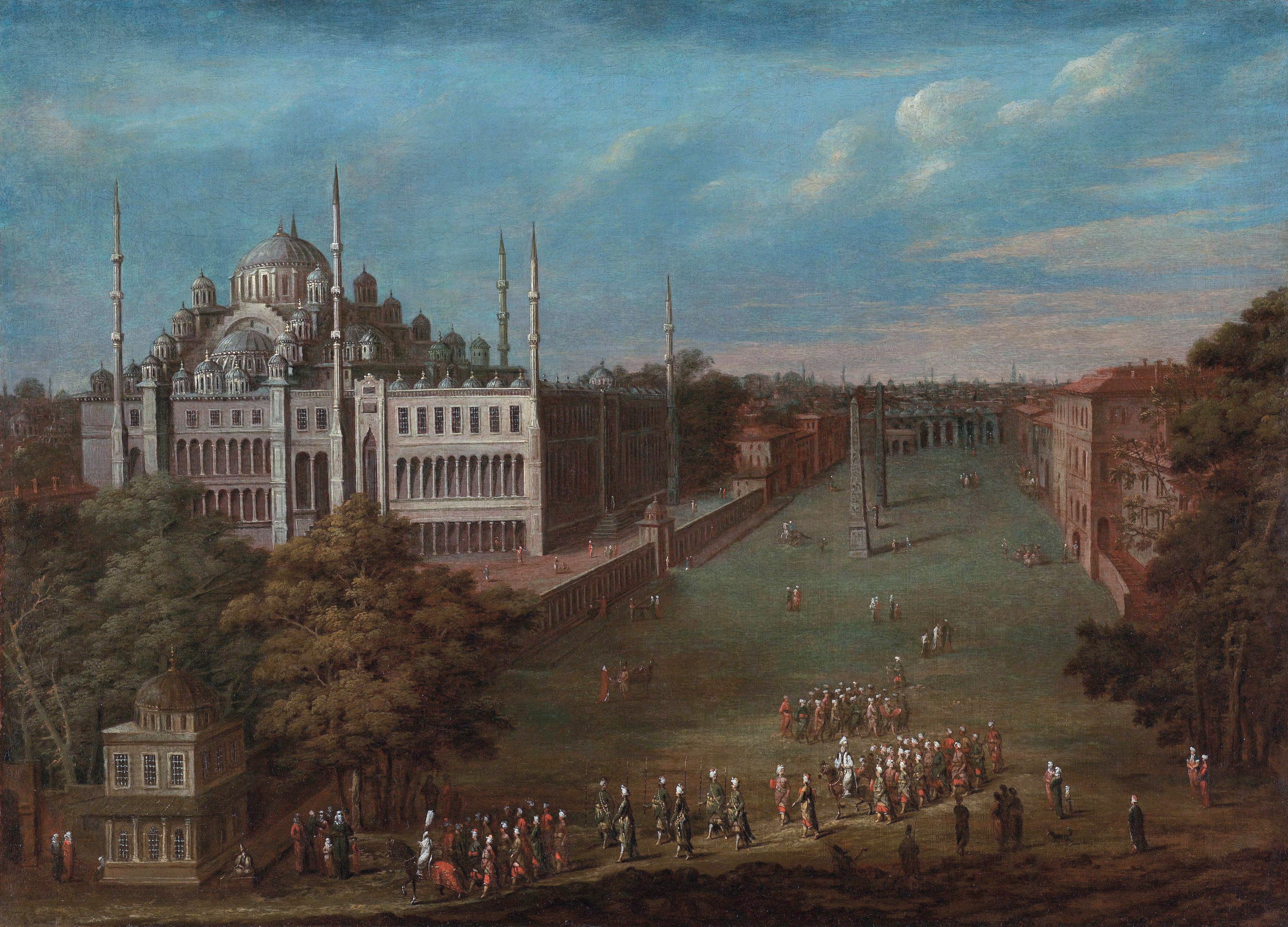
L'ancien Hippodrome de Constantinople avec la Mosquée bleue sur la gauche.
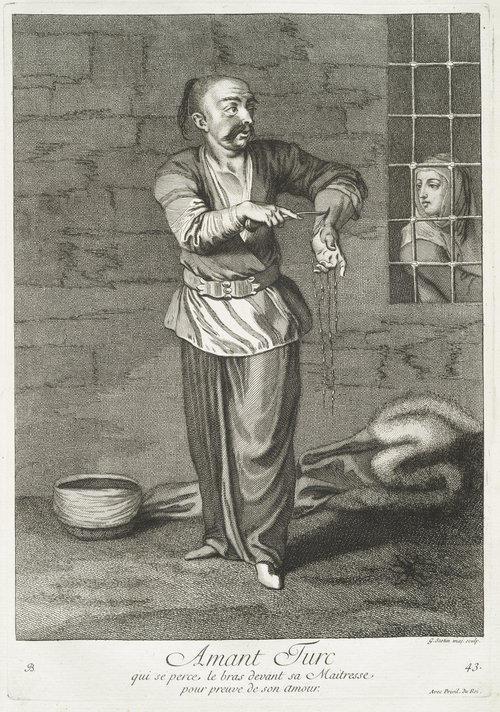
Amant turc qui se perce le bras devant sa maîtresse pour prouver son amour, 1707, gravure de Scotin.
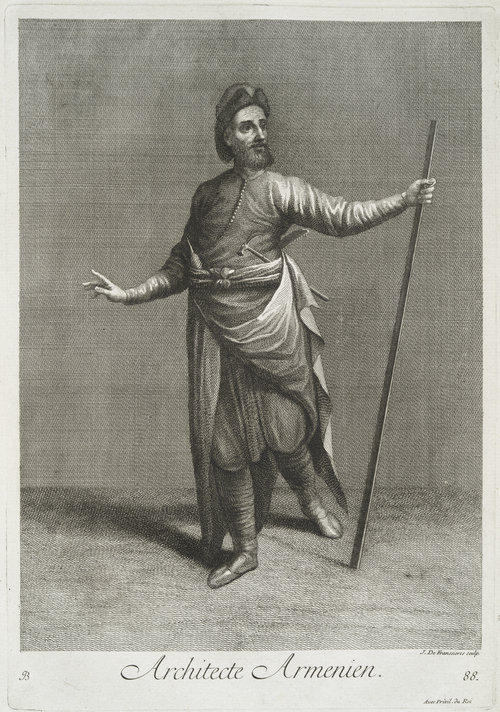
Architecte arménien, 1707, idem.
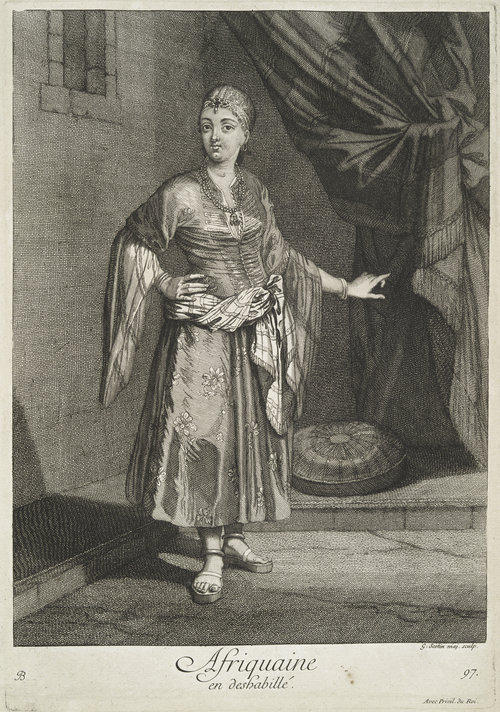
Afriquaine en déshabillé, 1707, idem.

## Expositions
- Valenciennes 2009-2010, l'exposition du musée des Beaux-arts de Valenciennes a été commentée par Yuriko Jackall, dans le mensuel britannique « The Burlington Magazine », vol. CLII, février 210, p. 121-122.On regrettera que l'ouvrage très érudit et documenté, publié à l'occasion de cette rétrospective, ne soit pas un véritable catalogue des œuvres exposées. Le lecteur y cherchera vainement des informations sur un tableau représentant un sujet rare : des femmes regardant une apparition dans le ciel.

### Articles liés
- Alliance franco-ottomane
- Turquerie